# Canallas (álbum)
Canallas es el álbum de debut de la banda de rock española de nombre homónimo.
Fue publicado en 1996 por la discográfica independiente J.C.K. y contó con las colaboraciones de Rosendo, Aurora Beltrán de Tahúres Zurdos y Nacho García Vega de Nacha Pop. Se vendieron aproximadamente 1000 unidades del disco.

## Lista de canciones
1. El color
2. Suerte chaval
3. Al otro lado
4. The kings of dreaming
5. Sr. Basura
6. El viaje
7. La razón
8. Bienvenidos al club
9. Dos hermanos
10. Su
11. El viaje (instrumental)